# 巴勒斯费尔德
巴勒斯费尔德是德国莱茵兰-普法尔茨州的一个市镇。总面积2.35平方公里，总人口222人，其中男性108人，女性114人（2011年12月31日），人口密度94人/平方公里。